# Ejido Cibuta Numero Dos
Ejido Cibuta Numero Dos är en ort i Mexiko.   Den ligger i kommunen Nogales och delstaten Sonora, i den nordvästra delen av landet, 1 800 km nordväst om huvudstaden Mexico City. Ejido Cibuta Numero Dos ligger 1 116 meter över havet och antalet invånare är 133.
Terrängen runt Ejido Cibuta Numero Dos är kuperad åt sydost, men åt nordväst är den platt. Ejido Cibuta Numero Dos ligger nere i en dal. Runt Ejido Cibuta Numero Dos är det ganska tätbefolkat, med 104 invånare per kvadratkilometer. Närmaste större samhälle är La Mesa, 6,6 km nordväst om Ejido Cibuta Numero Dos. Trakten runt Ejido Cibuta Numero Dos består i huvudsak av gräsmarker.